# I liga urugwajska w piłce nożnej (2001)
- Mistrz Urugwaju 2001: Club Nacional de Football
- Wicemistrz Urugwaju 2001: Danubio FC
- Copa Libertadores 2002: CA Peñarol (zwycięzca turnieju Clasificatorio), Club Nacional de Football (mistrz Urugwaju), Montevideo Wanderers (zwycięzca turnieju Liguilla Pre-Libertadores)
- Copa Sudamericana 2002: Club Nacional de Football (mistrz Urugwaju), Danubio FC (wicemistrz Urugwaju)
- Spadek do drugiej ligi: Rentistas Montevideo, Huracán Buceo Montevideo i Rocha.
- Awans z drugiej ligi: Plaza Colonia, Villa Española Montevideo, Progreso Montevideo

Mistrzostwa Urugwaju w roku 2001 podzielone zostały na dwa etapy. W pierwszym etapie rozegrano turniej Clasificatorio. Na podstawie jego wyników kluby pierwszej ligi urugwajskiej podzielono na dwie części – pierwsza część 10-zespołowa wzięła udział w turniejach Apertura i Clausura o mistrzostwo Urugwaju, natomiast druga część złożona z 8 klubów rozegrała turniej Permanencia, który zdecydował o tym, które kluby spadną do drugiej ligi. Dla wyłonienia trzeciego klubu mającego prawo reprezentowania Urugwaju w Copa Libertadores 2002 rozegrano także turniej Liguilla Pre-Libertadores.

## Torneo Clasificatorio 2001
Mecze rozgrywano systemem każdy z każdym, a kluby podzielono na trzy grupy. Do walki o mistrzostwo Urugwaju zakwalifikowały się po dwie najlepsze drużyny z każdej grupy, co dawało 6 klubów. Pozostałe cztery kluby wyłoniono na podstawie całej tabeli turnieju Clasificatorio – były to cztery najlepsze drużyny z tych, które nie zmieściły się w pierwszej dwójce którejś z trzech uprzednio wymienionych grup. Łącznie 10 klubów miało wziąć potem udział w turniejach Apertura i Clausura, mających wyłonić mistrza Urugwaju. Pozostała ósemka wzięła udział w turnieju Permanencia, decydującym o spadku z ligi.

### Clasificatorio 1
| Data           | Mecz |
| -------------- | --- |
| 16 lutego 2001 | Paysandú Bella Vista – CA Peñarol 2:2 Carlos Jaime 45, Danilo Bordet 93 – Darío Rodríguez 14, Serafín García 59                                                              |
| 16 lutego 2001 | Defensor Sporting – Huracán Buceo Montevideo 2:1 Martín Ligüera 40, Santiago Silva 60 – José Carini 91k                                                                      |
| 17 lutego 2001 | Tacuarembó – Racing Montevideo 3:1 Nicanor Leal 31, 80, Rubén Acosta 34 – Sebastián Araujo 83                                                                                |
| 17 lutego 2001 | Rocha – CA Bella Vista 1:1 Mauricio Pérez 82k – Álvaro González 55 |
| 17 lutego 2001 | CA Cerro – Montevideo Wanderers 2:0 Jorge Artigas 52, Alejandro Loffiego 57                                                                                                  |
| 17 lutego 2001 | Juventud Las Piedras – Danubio FC 1:2 Mario Piñeyro 75 – Diego Perrone 43, Ernesto Javier Chevantón 67                                                                       |
| 17 lutego 2001 | Rentistas Montevideo – Fénix Montevideo 2:1 Marcelo dos Santos 10, Danilo Baltierra 85 – Gabriel Migliónico 20                                                               |
| 17 lutego 2001 | Central Español Montevideo – River Plate Montevideo 0:1 Eduardo Jaume 7 |
| 17 lutego 2001 | Deportivo Maldonado – Club Nacional de Football 2:6 Maximiliano Castro 3, 67 – Alejandro Lembo 20, Richard Morales 27, Sergio Martínez 48, Adalto 71, Rubén da Silva 84, 87k |

### Clasificatorio 2
| Data           | Mecz |
| -------------- | --- |
| 23 lutego 2001 | Paysandú Bella Vista – Danubio FC 1:4 Charles Silvera 65 – Diego Perrone 27, Omar Pouso 30, Ignacio Risso 75, 87       |
| 24 lutego 2001 | Fénix Montevideo – Club Nacional de Football 1:2 Sebastián Taborda 71 – Sergio Martínez 52k, Richard Morales 57        |
| 24 lutego 2001 | Deportivo Maldonado – Huracán Buceo Montevideo 1:1 Christian Álvarez 66s – Julio Rodríguez 35                          |
| 25 lutego 2001 | Defensor Sporting – Rentistas Montevideo 5:0 Carlos Díaz 07, Eliomar Marcón 13, 35, Marcelo Tejera 68k, Marcio Cruz 70 |
| 25 lutego 2001 | Tacuarembó – River Plate Montevideo 0:0                                                                                |
| 25 lutego 2001 | Central Español Montevideo – Racing Montevideo 1:2 Antonio Esmerode 81 – Carlos Zamora 8, Diego Saint-Pastourz 53      |
| 25 lutego 2001 | Rocha – CA Cerro 0:0                                                                                                   |
| 25 lutego 2001 | Montevideo Wanderers – CA Bella Vista 1:0 Claudio Dadomo 22                                                            |
| 25 lutego 2001 | Juventud Las Piedras – CA Peñarol 0:1 Gabriel Cedrés 34                                                                |

### Clasificatorio 3
| Data          | Mecz |
| ------------- | --- |
| 2 marca 2001  | Juventud Las Piedras – CA Cerro 0:0 |
| 3 marca 2001  | Racing Montevideo – Defensor Sporting 1:4 Roberto Bobadilla 59k – Eliomar Marcón 6, 18, 88, Márcio Rodríguez Cruz 12                                                                                       |
| 4 marca 2001  | Deportivo Maldonado – Fénix Montevideo 1:0 Germán Laluz 87 |
| 4 marca 2001  | Rentistas Montevideo – Club Nacional de Football 0:1 Rubén Sosa 12 |
| 4 marca 2001  | Tacuarembó – Huracán Buceo Montevideo 3:1 Rubén Acosta 7, Michel Tatap 32, Nicanor Leal 90 – Ronald Fagúndez 5                                                                                             |
| 4 marca 2001  | Central Español Montevideo – Montevideo Wanderers 5:3 Miguel Mesones 16k, Antonio Esmerodes 53, Marcelo Mansilla 55, Aníbal Ortega 85, 88 – Jorge Martínez 47, Walter Guglielmone 64, Alejandro Curbelo 73 |
| 4 marca 2001  | Rocha – River Plate Montevideo 1:2 Enrique Saravia 19 – Adrián Sarkissián 22, Guillermo Cols 47 |
| 4 marca 2001  | Paysandú Bella Vista – CA Bella Vista 1:3 Carlos Jaime 43 – Rodrigo Lemos 25, Álvaro González 45, Daniel Gamarra 83                                                                                        |
| 14 marca 2001 | Danubio FC – CA Peñarol 2:2 Ernesto Javier Chevantón 14, 49 – Pablo Bengoechea 33, Gabriel Cedrés 88 |

### Clasificatorio 4
| Data          | Mecz |
| ------------- | --- |
| 9 marca 2001  | Paysandú Bella Vista – Club Nacional de Football 2:2 Juan Reyes 1, Charles Silvera 93 – Marco Vanzini 78, Pablo Islas 87 |
| 10 marca 2001 | Deportivo Maldonado – Danubio FC 1:1 Maximiliano Castro 41 – Martín Ojeda 65                                             |
| 10 marca 2001 | CA Peñarol – Fénix Montevideo 3:1 Fabián Canobbio 61, Guillermo Giacomazzi 73, Carlos Bueno 84 – Juan Aguiar 2k          |
| 10 marca 2001 | CA Bella Vista – Rentistas Montevideo 4:0 Rodrigo Lemos 18, Álvaro González 50, Daniel Gamarra 80, Martín Pérez Lindo 84 |
| 10 marca 2001 | Montevideo Wanderers – Defensor Sporting 2:1 Sebastián Eguren 25, Rubén Fernández 63 – Pablo Hernández 48                |
| 10 marca 2001 | Juventud Las Piedras – Racing Montevideo 1:1 Renato 10 – Fernando Kanapkis 89                                            |
| 10 marca 2001 | Rocha – Huracán Buceo Montevideo 1:2 Mauricio Pérez 75 – Martín Siri 10, Sebastián Donnangelo 90                         |
| 10 marca 2001 | Central Español Montevideo – Tacuarembó 1:1 Rafael Refatti 45 – Aníbal Ortega 57                                         |
| 10 marca 2001 | River Plate Montevideo – CA Cerro 0:4 Jorge Artigas 16, Alberto Ortega 34, 37, Hernán Pintos 50                          |

### Clasificatorio 5
| Data          | Mecz |
| ------------- | --- |
| 16 marca 2001 | Paysandú Bella Vista – Huracán Buceo Montevideo 0:2 José Carini 12, 40                                                            |
| 17 marca 2001 | Defensor Sporting – Club Nacional de Football 2:2 Fernando Fadeville 69, Eliomar Marcón 75 – Oscar Morales 43, Marco Vanzini 79   |
| 17 marca 2001 | Deportivo Maldonado – Rentistas Montevideo 1:2 Pablo Zanoni 24 – Boris Silva Acuña 32, Sebastián Vázquez 36                       |
| 18 marca 2001 | Fénix Montevideo – Racing Montevideo 2:1 Sebastián Taborda 6, Juan Cabrera 39 – Diego Saint-Pastourz 11                           |
| 18 marca 2001 | Tacuarembó – CA Cerro 2:1 Luis Cot 75k, Michel Tatap 90 – Darío Larrosa 37                                                        |
| 18 marca 2001 | Rocha – Central Español Montevideo 0:2 Aníbal Ortega 14, Alexander Medina 90                                                      |
| 18 marca 2001 | CA Peñarol – River Plate Montevideo 0:1 Carlos Aguiar                                                                             |
| 18 marca 2001 | Juventud Las Piedras – Montevideo Wanderers 1:3 Sergio Silvera 47 – Julio de Souza 45, Walter Guglielmone 65k, 72                 |
| 18 marca 2001 | Danubio FC – CA Bella Vista 2:4 Martín Ojeda 70, Rodrigo López 89 – Álvaro González 54, 86, Diego Emanuelle 58, Rodrigo Lemos 72k |

### Clasificatorio 6
| Data            | Mecz |
| --------------- | --- |
| 30 marca 2001   | Deportivo Maldonado – Defensor Sporting 1:5 Luigi Rodríguez 59 – Martín Ligüera 19, Fernando Fadeville 37, Márcio Rodríguez Cruz 66, Eliomar Marcón 73, Santiago Silva 84               |
| 30 marca 2001   | Danubio FC – Montevideo Wanderers 1:1 Ernesto Javier Chevantón 47 – Julio de Souza 33                                                                                                   |
| 31 marca 2001   | Tacuarembó – Club Nacional de Football 2:2 Rubén Acosta 8, Julio Olveira 90 – Gustavo Varela 20, Pierre Webó 89                                                                         |
| 1 kwietnia 2001 | Racing Montevideo – Rentistas Montevideo 2:0 Fernando Garrasino 89, Sebastián Araújo 90                                                                                                 |
| 1 kwietnia 2001 | Fénix Montevideo – Huracán Buceo Montevideo 4:2 Alejandro Lago 14, Jesús Cono Aguiar 33k, Sebastián Taborda 58, Fabián Estoyanoff 71 – Sebastián Donnangelo 78, Gustavo de Mendiburu 87 |
| 1 kwietnia 2001 | CA Cerro – Central Español Montevideo 2:3 Darío Larrosa 16, 85 – Miguel Messsone 24, Alexander Medina 28, Aníbal Ortega 57                                                              |
| 1 kwietnia 2001 | Paysandú Bella Vista – River Plate Montevideo 1:1 Julio Merentiel 66 – Richard Porta 80                                                                                                 |
| 1 kwietnia 2001 | Rocha – Juventud Las Piedras 3:2 Héber Caro 38, 60k, Juan Ramón Carrasco 50 – Mario Piñeyro 25, Alejandro Reyes 88                                                                      |
| 1 kwietnia 2001 | CA Bella Vista – CA Peñarol 1:2 Henry López Báez 46 – Gabriel Cedrés 75, Darío Rodríguez 77                                                                                             |

### Clasificatorio 7
| Data             | Mecz |
| ---------------- | --- |
| 6 kwietnia 2001  | Paysandú Bella Vista – Deportivo Maldonado 1:0 Charles Silvera 35k                                                                                   |
| 7 kwietnia 2001  | Club Nacional de Football – Racing Montevideo 2:0 Marco Vanzini 62, Limberg Gutiérrez 72                                                             |
| 7 kwietnia 2001  | CA Cerro – Huracán Buceo Montevideo 3:1 Darío Larrosa 31, Edgardo Galeano 36, Jorge Artigas 38 – Ronald Fagúndez 54                                  |
| 8 kwietnia 2001  | Rentistas Montevideo – CA Peñarol 0:2 Guillermo Giacomazzi 19, Luis Alberto Romero 36                                                                |
| 8 kwietnia 2001  | Juventud Las Piedras – Tacuarembó 2:0 Christian Castellanos 59, 70                                                                                   |
| 8 kwietnia 2001  | Central Español Montevideo – CA Bella Vista 2:3 Alexander Medina 8, Sergio Órteman 48 – Henry López Báez 28, Álvaro González 47, Héctor Rodríguez 57 |
| 8 kwietnia 2001  | River Plate Montevideo – Danubio FC 1:2 Adrián Sarkissian 26 – Ernesto Javier Chevantón 89, Rubén Olivera 90                                         |
| 8 kwietnia 2001  | Rocha – Montevideo Wanderers 1:5 Christian Martínez 78 – Walter Guglielmone 7k, 40, 65, Alejandro Lloret 50s, Julio de Souza 90                      |
| 21 kwietnia 2001 | Fénix Montevideo – Defensor Sporting 0:1 Christian González 66                                                                                       |

### Clasificatorio 8
| Data             | Mecz |
| ---------------- | --- |
| 13 kwietnia 2001 | Huracán Buceo Montevideo – Montevideo Wanderers 3:3 Pedro Dezotti 48, José Carini 54, Moisés González 65 – Walter Guglielmone 4, 75k, Claudio Dadomo 45 |
| 14 kwietnia 2001 | Club Nacional de Football – CA Cerro 0:0 |
| 15 kwietnia 2001 | Deportivo Maldonado – Racing Montevideo 1:1 Walter Herrera 75 – Pablo Rodríguez 66                                                                      |
| 15 kwietnia 2001 | Rentistas Montevideo – Danubio FC 0:2 Ernesto Javier Chevantón 4, 70k                                                                                   |
| 15 kwietnia 2001 | Paysandú Bella Vista – Fénix Montevideo 0:2 Gabriel Migliónico 2, 33                                                                                    |
| 15 kwietnia 2001 | CA Peñarol – Defensor Sporting 3:1 José María Franco 38, Luis Alberto Romero 62, Gabriel Cedrés 73 – Santiago Silva 54                                  |
| 15 kwietnia 2001 | Tacuarembó – Rocha 2:1 Luis Cor 9, 88 – Sergio Recoba 30                                                                                                |
| 15 kwietnia 2001 | Juventud Las Piedras – Central Español Montevideo 1:0 Christian Castellanos 72                                                                          |
| 15 kwietnia 2001 | CA Bella Vista – River Plate Montevideo 1:1 Rodrigo Lemos 82 – Carlos Aguiar 29k                                                                        |

### Clasificatorio 9
| Data             | Mecz |
| ---------------- | --- |
| 27 kwietnia 2001 | Juventud Las Piedras – Defensor Sporting 2:3 Santiago Toriño 71, Pedro Renato 80 – Eliomar Marcón 8, Santiago Silva 19, 90 |
| 28 kwietnia 2001 | Deportivo Maldonado – CA Peñarol 0:1 Luis Alberto Romero 45                                                                |
| 29 kwietnia 2001 | Rentistas Montevideo – CA Cerro 1:3 Marcelo dos Santos 1k – Adrián Romero 12k, Marcelo Refresquini 88, Germán Pérez 90     |
| 29 kwietnia 2001 | Tacuarembó – Fénix Montevideo 0:2 Gabriel Migliónico 16, Fernando Fajardo 75                                               |
| 29 kwietnia 2001 | Huracán Buceo Montevideo – Club Nacional de Football 2:2 Julio Rodríguez 58, José Carini 89 – Sergio Martínez 7, 53        |
| 29 kwietnia 2001 | Racing Montevideo – CA Bella Vista 1:1 Roberto Bobadilla 89 – Héctor Rodríguez 90                                          |
| 29 kwietnia 2001 | Danubio FC – Central Español Montevideo 3:2 Martín Ojeda 57, Ignacio Risso 62k, 86 – Aníbal Ortega 5, Alexander Medina 49  |
| 29 kwietnia 2001 | River Plate Montevideo – Montevideo Wanderers 0:1 Claudio Dadomo 8                                                         |
| 29 kwietnia 2001 | Rocha – Paysandú Bella Vista 0:0                                                                                           |

### Clasificatorio 10
| Data        | Mecz |
| ----------- | --- |
| 5 maja 2001 | Tacuarembó – Deportivo Maldonado 0:0 |
| 5 maja 2001 | Montevideo Wanderers – Racing Montevideo 0:1 César González 76 |
| 6 maja 2001 | Juventud Las Piedras – Rentistas Montevideo 1:0 Elbio Tolosa 5 |
| 6 maja 2001 | Danubio FC – Fénix Montevideo 3:0 Rubén Olivera 38, 86, Martín Ojeda 80                                                                                              |
| 6 maja 2001 | CA Peñarol – Club Nacional de Football 2:1 Luis Alberto Romero 24, Cafú 58 – Richard Morales 45k                                                                     |
| 6 maja 2001 | River Plate Montevideo – Huracán Buceo Montevideo 0:0 |
| 6 maja 2001 | CA Cerro – CA Bella Vista 0:2 Leonardo Rodríguez 20, Rodrigo Lemos 74                                                                                                |
| 6 maja 2001 | Paysandú Bella Vista – Central Español Montevideo 0:0 |
| 9 maja 2001 | Rocha – Defensor Sporting 2:5 Héber Caro 23k, Alejandro Lloret 51 – Andrés Martínez 7, Márcio Cruz 20, Diego Fernando Pérez 31, Santiago Silva 75, Martín Ligüera 78 |

### Clasificatorio 11
| Data         | Mecz |
| ------------ | --- |
| 10 maja 2001 | Fénix Montevideo – CA Cerro 2:1 Sebastián Taborda 20, Gabriel Migliónico 46k – Alberto Ortega 4                                                        |
| 11 maja 2001 | Paysandú Bella Vista – Montevideo Wanderers 0:3 Julio César Ramírez 28, Walter Guglielmone 65, 87                                                      |
| 11 maja 2001 | Huracán Buceo Montevideo – CA Peñarol 0:1 Luis Alberto Romero 43                                                                                       |
| 12 maja 2001 | Deportivo Maldonado – River Plate Montevideo 1:0 Walter Herrera 63                                                                                     |
| 12 maja 2001 | Rentistas Montevideo – Central Español Montevideo 1:1 Mauricio Weber 89 – Antonio Esmerode 29                                                          |
| 12 maja 2001 | Club Nacional de Football – Danubio FC 2:3 Gustavo Varela 17, Richard Morales 72 – Ernesto Javier Chevantón 12, Ignacio Risso 48k, Pablo Gaglianone 88 |
| 12 maja 2001 | Tacuarembó – Defensor Sporting 0:2 Martín Ligüera 79k, Santiago Silva 86                                                                               |
| 12 maja 2001 | Rocha – Racing Montevideo 0:2 César González 27, Pablo Rodríguez 90                                                                                    |
| 12 maja 2001 | Juventud Las Piedras – CA Bella Vista 1:2 Carlos Macchi 26 – (s) 43, Rodrigo Lemos 64                                                                  |

### Clasificatorio 12
| Data         | Mecz |
| ------------ | --- |
| 18 maja 2001 | Huracán Buceo Montevideo – Racing Montevideo 1:1 José Carini 78k – Julio Rodríguez 52                   |
| 19 maja 2001 | Tacuarembó – CA Peñarol 1:2 Rafael Refatti 18 – Gabriel Cedrés 4, Enrique de los Santos 88              |
| 20 maja 2001 | Deportivo Maldonado – Montevideo Wanderers 0:1 Darwin Ferreira 12                                       |
| 20 maja 2001 | Rocha – Rentistas Montevideo 1:3 Sergio Recoba 32 – Heberley Sosa 17, Mario Orta 19k, Mauricio Weber 90 |
| 20 maja 2001 | CA Bella Vista – Fénix Montevideo 1:1 Leonardo Rodríguez 87 – Gabriel Migliónico 10                     |
| 20 maja 2001 | Central Español Montevideo – Club Nacional de Football 0:0                                              |
| 20 maja 2001 | Danubio FC – Defensor Sporting 2:1 Rubén Olivera 24, Diego Perrone 90 – Martín Ligüera 19               |
| 20 maja 2001 | Paysandú Bella Vista – CA Cerro 1:0 Pierino Lancieri 43                                                 |
| 20 maja 2001 | Juventud Las Piedras – River Plate Montevideo 2:0 Sergio Silvera 37, Mario Piñeyro 82                   |

### Clasificatorio 13
| Data         | Mecz |
| ------------ | --- |
| 25 maja 2001 | Danubio FC – CA Cerro 2:2 Diego Perrone 39, Ignacio Risso 59 – Adrián Romero 8, Horacio Peralta 16                                             |
| 26 maja 2001 | Rocha – Club Nacional de Football 0:3 Limberg Gutiérrez 35, Vicente Sánchez 54, 66                                                             |
| 26 maja 2001 | Deportivo Maldonado – CA Bella Vista 1:4 Germán Laluz 80 – Marcelo Russomando 1s, Diego Emanuelle 70, Gonzalo Romero 77, Martín Pérez Lindo 78 |
| 27 maja 2001 | Huracán Buceo Montevideo – Rentistas Montevideo 1:1 José Carini 75 – Pedro Dezotti 89s                                                         |
| 27 maja 2001 | Juventud Las Piedras – Paysandú Bella Vista 1:0 Mario Piñeyro 90                                                                               |
| 27 maja 2001 | Defensor Sporting – Central Español Montevideo 2:2 Márcio Rodríguez Cruz 32, Gonzalo Vargas 42, Antonio Esmerode 59k, Marcelo Durán 86         |
| 27 maja 2001 | Racing Montevideo – CA Peñarol 0:1 Carlos Bueno 84                                                                                             |
| 27 maja 2001 | River Plate Montevideo – Fénix Montevideo 0:3 Gabriel Migliónico 22, Sebastián Taborda 34, Andrée González 82                                  |
| 27 maja 2001 | Tacuarembó – Montevideo Wanderers 0:0 |

### Clasificatorio 14
| Data           | Mecz |
| -------------- | --- |
| 1 czerwca 2001 | Paysandú Bella Vista – Defensor Sporting 1:2 Juan Carlos Reyes 25 – Nathaniel Revetria 55, Edgardo Adinolfi 67                                             |
| 1 czerwca 2001 | Deportivo Maldonado – Rocha 2:1 Richard Pérez 53, Germán Laluz 79 – Luciano Casals 67                                                                      |
| 1 czerwca 2001 | Racing Montevideo – Danubio FC 1:4 Sebastián Araújo 22 – Éber Moas 23, Ignacio Risso 44k, 86, Ernesto Javier Chevantón 88                                  |
| 2 czerwca 2001 | Rentistas Montevideo – Montevideo Wanderers 1:0 Heberley Sosa 22                                                                                           |
| 2 czerwca 2001 | Juventud Las Piedras – Fénix Montevideo 1:3 Ricardo Delgado 84 – Fabián Estoyanoff 39, Andrée González 80, Fernando Fajardo 90                             |
| 2 czerwca 2001 | Club Nacional de Football – River Plate Montevideo 5:1 Alejandro Lembo 15, Richard Morales 23, Gustavo Varela 45, 65, Rubén da Silva 85 – Deivis Barone 39 |
| 2 czerwca 2001 | Central Español Montevideo – Huracán Buceo Montevideo 1:0 Antonio Esmerode 89                                                                              |
| 2 czerwca 2001 | Tacuarembó – CA Bella Vista 1:2 Horacio Erpen 34 – Álvaro González 31, Héctor Rodríguez 90                                                                 |
| 2 czerwca 2001 | CA Peñarol – CA Cerro 3:1 Pablo Bengoechea 1, 55k, 68 – Darío Larrosa 57                                                                                   |

### Clasificatorio 15
| Data            | Mecz |
| --------------- | --- |
| 8 czerwca 2001  | Deportivo Maldonado – Juventud Las Piedras 0:0 |
| 9 czerwca 2001  | Tacuarembó – Danubio FC 3:3 Rafael Refatti 60, 86, Darwin Quintana 77k – Rubén Olivera 40, Ernesto Javier Chevantón 56, Marcelo Sosa 71                                    |
| 9 czerwca 2001  | River Plate Montevideo – Racing Montevideo 1:1 Giancarlo Maldonado 72 – Diego Tito 15                                                                                      |
| 9 czerwca 2001  | Defensor Sporting – CA Cerro 2:1 Fernando Fadeville 69, Santiago Silva 70 – Adrián Romero 23k                                                                              |
| 9 czerwca 2001  | Club Nacional de Football – Montevideo Wanderers 2:2 Walter Coelho 60, Richard Morales 89k – Walter Guglielmone 7, Ronald Ramírez 54                                       |
| 9 czerwca 2001  | Paysandú Bella Vista – Rentistas Montevideo 1:1 Carlos Jaime 87 – Mauricio Weber 36                                                                                        |
| 10 czerwca 2001 | CA Peñarol – Central Español Montevideo 2:1 Carlos Bueno 28, José María Franco 89 – Antonio Esmerode 90                                                                    |
| 10 czerwca 2001 | Huracán Buceo Montevideo – CA Bella Vista 3:5 José Carini 9k, Julio Rodríguez 25, Fernando Cardozo 40 – Martín Pérez Lindo 9, 7, 62, Rodrigo Lemos 22k, Álvaro González 48 |
| 10 czerwca 2001 | Rocha – Fénix Montevideo 1:4 Sergio Recoba 44 – Gabriel Migliónico 10, 20k, Fabián Estoyanoff 55, Andrée González 70                                                       |

### Clasificatorio 16
| Data            | Mecz |
| --------------- | --- |
| 12 czerwca 2001 | Tacuarembó – Rentistas Montevideo 2:0 Rafael Refatti 4, Luis Cor 42                                                              |
| 12 czerwca 2001 | Paysandú Bella Vista – Racing Montevideo 2:1 Alcides Bandera 38, Julio Merentiel 89 – Sebastián Araújo 90                        |
| 13 czerwca 2001 | CA Peñarol – Montevideo Wanderers 1:1 Guillermo Giacomazzi 21 – Joe Bizera 67s                                                   |
| 13 czerwca 2001 | Rocha – Danubio FC 1:3 Héber Caro 24 – Ernesto Javier Chevantón 19, 68, Pablo Lima 22                                            |
| 14 czerwca 2001 | Fénix Montevideo – Central Español Montevideo 4:1 Sebastián Taborda 11, 74, Andrée González 66, Juan Morán 88 – Juan Cabrera 27s |
| 14 czerwca 2001 | Club Nacional de Football – CA Bella Vista 3:1 Jorgeao 18, Limberg Gutiérrez 58k, Richard Morales 89 – Guillermo Almada 47       |
| 14 czerwca 2001 | Deportivo Maldonado – CA Cerro 0:3 Hernán Pintos 22, Darío Larrosa 48, Jorge Artigas 58                                          |
| 14 czerwca 2001 | Juventud Las Piedras – Huracán Buceo Montevideo 0:4 Fernando Cardozo 27, Julio Rodríguez 35, Ignacio Novas 39, José Carini 73    |
| 14 czerwca 2001 | River Plate Montevideo – Defensor Sporting 1:1 Carlos Aguiar 90 – Pablo Munhoz 23                                                |

### Clasificatorio 17
| Data            | Mecz |
| --------------- | --- |
| 15 czerwca 2001 | Paysandú Bella Vista – Tacuarembó 2:2 Charles Silvera 28, 40k – Delmar Escotto 8, Luis Cor 42                                            |
| 16 czerwca 2001 | Rocha – CA Peñarol 3:2 Sergio Recoba 48, 60k, Martín González 53 – Guillermo Giacomazzi 31, Fabián Canobbio 67                           |
| 17 czerwca 2001 | Deportivo Maldonado – Central Español Montevideo 1:5 Paolo Copatti 19 – Hugo Costela 16, Alexander Medina 24, 36k, 50, Pedro González 67 |
| 17 czerwca 2001 | Rentistas Montevideo – River Plate Montevideo 2:1 Sebastián Vázquez 29, Boris Silva Acuña 46 – Adrián Sarkissian 23                      |
| 17 czerwca 2001 | Montevideo Wanderers – Fénix Montevideo 1:1 Julio de Souza 90 – Fabián Estoyanoff 26                                                     |
| 17 czerwca 2001 | Juventud Las Piedras – Club Nacional de Football 0:2 Richard Morales 64, Gustavo Varela 68                                               |
| 17 czerwca 2001 | CA Bella Vista – Defensor Sporting 1:3 Rodrigo Lemos 72k – Fernando Fadeville 3, Eliomar Marcón 56, Héctor Burguez 63s                   |
| 17 czerwca 2001 | CA Cerro – Racing Montevideo 0:1 Juan Ortiz 18                                                                                           |
| 17 czerwca 2001 | Danubio FC – Huracán Buceo Montevideo 3:1 Rubén Olivera 20, Ernesto Javier Chevantón 54, 76k – José Carini 64k                           |

### Tabele
| Poz | Klub                      | Mecze | Zw | Rem | Por | Pkt | BrZd | BrStr |
| --- | ------------------------- | ----- | -- | --- | --- | --- | ---- | ----- |
| 1   | Club Nacional de Football | 6     | 4  | 1   | 1   | 13  | 13   | 6     |
| 2   | Danubio FC                | 6     | 4  | 1   | 1   | 13  | 14   | 9     |
| 3   | CA Bella Vista            | 6     | 3  | 2   | 1   | 11  | 13   | 7     |
| 4   | CA Cerro                  | 6     | 2  | 2   | 2   | 8   | 10   | 7     |
| 5   | Fénix Montevideo          | 6     | 2  | 1   | 3   | 7   | 8    | 9     |
| 6   | Rentistas Montevideo      | 6     | 2  | 0   | 4   | 6   | 5    | 12    |
| 7   | River Plate Montevideo    | 6     | 0  | 1   | 5   | 1   | 4    | 17    |

| Poz | Klub                       | Mecze | Zw | Rem | Por | Pkt | BrZd | BrStr |
| --- | -------------------------- | ----- | -- | --- | --- | --- | ---- | ----- |
| 1   | CA Peñarol                 | 5     | 4  | 1   | 0   | 13  | 8    | 3     |
| 2   | Defensor Sporting          | 5     | 2  | 1   | 2   | 7   | 10   | 9     |
| 3   | Central Español Montevideo | 5     | 2  | 1   | 2   | 7   | 10   | 9     |
| 4   | Racing Montevideo          | 5     | 2  | 1   | 2   | 7   | 5    | 7     |
| 5   | Montevideo Wanderers       | 5     | 1  | 2   | 2   | 5   | 9    | 11    |
| 6   | Huracán Buceo Montevideo   | 5     | 0  | 2   | 3   | 2   | 5    | 8     |

| Poz | Klub                 | Mecze | Zw | Rem | Por | Pkt | BrZd | BrStr |
| --- | -------------------- | ----- | -- | --- | --- | --- | ---- | ----- |
| 1   | Juventud Las Piedras | 4     | 2  | 1   | 1   | 7   | 5    | 3     |
| 2   | Paysandú Bella Vista | 4     | 1  | 2   | 1   | 5   | 3    | 3     |
| 3   | Deportivo Maldonado  | 4     | 1  | 2   | 1   | 5   | 2    | 2     |
| 4   | Tacuarembó           | 4     | 1  | 2   | 1   | 5   | 4    | 5     |
| 5   | Rocha                | 4     | 1  | 1   | 2   | 4   | 5    | 6     |

| Poz | Klub                       | Mecze | Zw | Rem | Por | Pkt | BrZd | BrStr |
| --- | -------------------------- | ----- | -- | --- | --- | --- | ---- | ----- |
| 1   | CA Peñarol                 | 17    | 12 | 3   | 2   | 39  | 30   | 16    |
| 2   | Danubio FC                 | 17    | 11 | 5   | 1   | 38  | 42   | 24    |
| 3   | Defensor Sporting          | 17    | 11 | 3   | 3   | 36  | 42   | 22    |
| 4   | Club Nacional de Football  | 17    | 8  | 7   | 2   | 31  | 37   | 20    |
| 5   | CA Bella Vista             | 17    | 9  | 4   | 4   | 31  | 36   | 24    |
| 6   | Fénix Montevideo           | 17    | 9  | 2   | 6   | 29  | 31   | 21    |
| 7   | Montevideo Wanderers       | 17    | 7  | 6   | 4   | 27  | 27   | 20    |
| 8   | Tacuarembó                 | 17    | 5  | 7   | 5   | 22  | 22   | 22    |
| 9   | Central Español Montevideo | 17    | 5  | 5   | 7   | 20  | 27   | 26    |
| 10  | Racing Montevideo          | 17    | 5  | 5   | 7   | 20  | 18   | 24    |
| 11  | CA Cerro                   | 17    | 5  | 4   | 8   | 19  | 23   | 20    |
| 12  | Juventud Las Piedras       | 17    | 5  | 3   | 9   | 18  | 16   | 24    |
| 13  | Rentistas Montevideo       | 17    | 5  | 3   | 9   | 18  | 14   | 29    |
| 14  | Paysandú Bella Vista       | 17    | 3  | 7   | 7   | 16  | 15   | 26    |
| 15  | Huracán Buceo Montevideo   | 17    | 3  | 6   | 8   | 15  | 25   | 31    |
| 16  | River Plate Montevideo     | 17    | 3  | 6   | 8   | 15  | 11   | 25    |
| 17  | Deportivo Maldonado        | 17    | 3  | 5   | 9   | 14  | 13   | 32    |
| 18  | Rocha                      | 17    | 2  | 3   | 12  | 9   | 17   | 40    |
| *   | LEGENDA:                   |       |    |     |     |     |      |       |
| *   | Apertura i Clausura        |       |    |     |     |     |      |       |
| *   | Permanencia                |       |    |     |     |     |      |       |

Klub CA Peñarol, jako zwycięzca turnieju Clasificatorio, zapewnił sobie udział w Copa Libertadores 2002.

## Torneo Apertura 2001

### Apertura 1
| Data            | Mecz |
| --------------- | --- |
| 1 sierpnia 2001 | Montevideo Wanderers – Danubio FC 0:2 Igancio Risso 28, Rubén da Silva 65                                        |
| 1 sierpnia 2001 | Club Nacional de Football – Fénix Montevideo 2:1 Richard Morales 12, Limberg Gutiérrez 72 – Fabián Estoyanoff 34 |
| 2 sierpnia 2001 | CA Bella Vista – Defensor Sporting 1:2 Héctor Rodríguez 38 – Eliomar Marcón 46, 64                               |
| 2 sierpnia 2001 | Paysandú Bella Vista – Tacuarembó 0:0                                                                            |
| 2 sierpnia 2001 | CA Peñarol – Juventud Las Piedras 2:0 Robert Lima 12, Fabián Canobbio 20                                         |

### Apertura 2
| Data            | Mecz |
| --------------- | --- |
| 3 sierpnia 2001 | Danubio FC – Club Nacional de Football 1:0 Rubén Olivera 47                                                                               |
| 4 sierpnia 2001 | CA Bella Vista – Juventud Las Piedras 2:4 Álvaro González 26, Andrés Larre 36 – Pedro Renato 15k, 75, Mario Piñeyro 31, Sergio Silvera 87 |
| 4 sierpnia 2001 | Tacuarembó – Montevideo Wanderers 0:1 Claudio Dadomo 54                                                                                   |
| 4 sierpnia 2001 | Defensor Sporting – Paysandú Bella Vista 4:1 Eliomar Marcón 32, 34, Pablo Munhoz 52, Martín Ligüera 67 – Charles Silvera 55               |
| 4 sierpnia 2001 | CA Peñarol – Fénix Montevideo 0:0 |

### Apertura 3
| Data            | Mecz |
| --------------- | --- |
| 6 sierpnia 2001 | Club Nacional de Football – Paysandú Bella Vista 2:0 Sebastián Abreu 22, 70                                                |
| 7 sierpnia 2001 | CA Peñarol – Defensor Sporting 2:2 Fabián Canobbio 30, Diego Fernando Pérez 54s – Marcelo Tejera 23, 29                    |
| 7 sierpnia 2001 | Juventud Las Piedras – Montevideo Wanderers 1:2 Marcelo Paredes 34 – Sergio Blanco 19, 66                                  |
| 7 sierpnia 2001 | Danubio FC – CA Bella Vista 4:1 Rubén da Silva 29, Ignacio Risso 54k, Pablo Lima 77, Diego Perrone 81 – Álvaro González 17 |
| 7 sierpnia 2001 | Fénix Montevideo – Tacuarembó 3:1 Andrée González 54, Jesús Cono Aguiar 72, Fabián Estoyanoff 83 – Horacio Erpen 18        |

### Apertura 4
| Data             | Mecz |
| ---------------- | --- |
| 16 sierpnia 2001 | Defensor Sporting – Fénix Montevideo 1:2 Marcelo Tejera 6 – Sebastián Taborda 2k, Fernando Fajardo 10          |
| 16 sierpnia 2001 | Club Nacional de Football – Juventud Las Piedras 2:0 Sebastián Abreu 72, 86k                                   |
| 16 sierpnia 2001 | Montevideo Wanderers – CA Bella Vista 2:1 Walter Guglielmone 33k, Sebastián Eguren 87 – Julio César Ramírez 8s |
| 16 sierpnia 2001 | Paysandú Bella Vista – Danubio FC 0:2 Rubén Olivera 44, Ignacio Risso 88                                       |
| 29 sierpnia 2001 | CA Peñarol – Tacuarembó 3:1 Carlos Bueno 30, José Adão 46, Robert Lima 50 – Luis Cor 79k                       |

### Apertura 5
| Data             | Mecz |
| ---------------- | --- |
| 19 sierpnia 2001 | Tacuarembó – Club Nacional de Football 1:3 Horacio Erpen 79 – Marcelo Saralegui 14, Sebastián Abreu 32, Fabián Coelho 49           |
| 19 sierpnia 2001 | Montevideo Wanderers – Fénix Montevideo 3:1 Walter Guglielmone 28, Andrés Scotti 75, Claudio Dadomo 85 – Sebastián Taborda 66k     |
| 19 sierpnia 2001 | Paysandú Bella Vista – Juventud Las Piedras 2:2 Pablo Iglesias 61k, Julio Merentiel 82 – Marcelo Paredes 63, Juan Pablo Péndola 90 |
| 19 sierpnia 2001 | CA Bella Vista – CA Peñarol 0:2 Darío Rodríguez 42, Fabián Canobbio 88                                                             |
| 28 sierpnia 2001 | Defensor Sporting – Danubio FC 0:0                                                                                                 |

### Apertura 6
| Data             | Mecz |
| ---------------- | --- |
| 22 sierpnia 2001 | Danubio FC – Tacuarembó 1:0 Pablo Gaglianone 45                                                                                         |
| 22 sierpnia 2001 | Juventud Las Piedras – Defensor Sporting 1:4 Pedro Renato 29 – Eliomar Marcón 3, Marcelo Tejera 34, Gabriel Bordi 43, Martín Ligüera 48 |
| 22 sierpnia 2001 | Fénix Montevideo – CA Bella Vista 1:4 Sebastián Taborda 63k – Rodrigo Lemos 16, 61, Diego Emanuelle 24, Álvaro González 36              |
| 22 sierpnia 2001 | Club Nacional de Football – Montevideo Wanderers 1:0 Milton "Tyson" Núñez 33                                                            |
| 25 sierpnia 2001 | CA Peñarol – Paysandú Bella Vista 3:0 Pablo Bengoechea 6k, Ricardo Bandera 33s, Darío Rodríguez 50                                      |

### Apertura 7
| Data             | Mecz |
| ---------------- | --- |
| 25 sierpnia 2001 | Danubio FC – Juventud Las Piedras 4:0 Ignacio Risso 25, 50k, Rubén Olivera 30, Rodrigo López 77                                                  |
| 25 sierpnia 2001 | Defensor Sporting – Tacuarembó 2:2 Gabriel Bordi 65, Diego Fernando Pérez 92 – Michel Tatap 61, Ulises Cabrera 63                                |
| 25 sierpnia 2001 | CA Bella Vista – Club Nacional de Football 3:2 Álvaro González 46, 92, Rodrigo Lemos 93 – Milton Núñez 5, 90                                     |
| 27 sierpnia 2001 | CA Peñarol – Montevideo Wanderers 1:1 Gabriel Cedrés 12 – Julio de Souza 30                                                                      |
| 28 sierpnia 2001 | Paysandú Bella Vista – Fénix Montevideo 0:5 Martín Arriola 64, Omar Mario Pérez 66, Fernando Fajardo 75, Fabián Estoyanoff 79, Alejandro Lago 84 |

### Apertura 8
| Data            | Mecz |
| --------------- | --- |
| 5 września 2001 | Montevideo Wanderers – Paysandú Bella Vista 1:0 Andrés Scotti 6                                                               |
| 6 września 2001 | CA Peñarol – Danubio FC 3:2 Darío Rodríguez 45, Gabriel Cedrés 75, Pablo Bengoechea 85 – Ignacio Risso 23k, Rubén da Silva 60 |
| 6 września 2001 | Defensor Sporting – Club Nacional de Football 1:2 Leo Rachid 22 – Limberg Gutiérrez 35, Fabián Coelho 77                      |
| 6 września 2001 | Fénix Montevideo – Juventud Las Piedras 3:1 Sebastián Taborda 10, 28, 55k – Juan Péndola 45                                   |
| 6 września 2001 | Tacuarembó – CA Bella Vista 1:0 Rubén Acosta 23                                                                               |

### Apertura 9
| Data            | Mecz |
| --------------- | --- |
| 8 września 2001 | Paysandú Bella Vista – CA Bella Vista 2:0 Nelson Ponzo 23, Alcides Bandera 67 |
| 9 września 2001 | Fénix Montevideo – Danubio FC 0:1 Rubén da Silva 69 |
| 9 września 2001 | Club Nacional de Football – CA Peñarol 1:2 Sebastián Abreu 89k – Carlos Bueno 17, 59                                                                                             |
| 9 września 2001 | Montevideo Wanderers – Defensor Sporting 4:4 Julio de Souza 7, Walter Guglielmone 31k, 39, Sebastián Eguren 51 – Juan Carlos Parra 24, Eliomar Marcón 44k, 85, Martín Ligüera 87 |
| 9 września 2001 | Juventud Las Piedras – Tacuarembó 1:3 Carlos Macchi 88 – Luis Cor 48, 82, Ulises Cabrera 84                                                                                      |

### Tabela końcowa Apertura 2001
| Poz | Klub                      | Mecze | Zw | Rem | Por | Pkt | BrZd | BrStr |
| --- | ------------------------- | ----- | -- | --- | --- | --- | ---- | ----- |
| 1   | Danubio FC                | 9     | 7  | 1   | 1   | 22  | 17   | 4     |
| 2   | CA Peñarol                | 9     | 6  | 3   | 0   | 21  | 18   | 7     |
| 3   | Club Nacional de Football | 9     | 6  | 0   | 3   | 18  | 15   | 9     |
| 4   | Montevideo Wanderers      | 9     | 5  | 2   | 2   | 17  | 14   | 11    |
| 5   | Defensor Sporting         | 9     | 3  | 4   | 2   | 13  | 20   | 15    |
| 6   | Fénix Montevideo          | 9     | 4  | 1   | 4   | 13  | 16   | 13    |
| 7   | Tacuarembó                | 9     | 2  | 2   | 5   | 8   | 9    | 14    |
| 8   | CA Bella Vista            | 9     | 2  | 0   | 7   | 6   | 12   | 20    |
| 9   | Paysandú Bella Vista      | 9     | 1  | 2   | 6   | 5   | 5    | 19    |
| 10  | Juventud Las Piedras      | 9     | 1  | 1   | 7   | 4   | 10   | 24    |

## Torneo Clausura 2001

### Clausura 1
| Data            | Mecz                                             |
| --------------- | ------------------------------------------------ |
| 9 września 2001 | Danubio FC – Montevideo Wanderers 2:1            |
| 9 września 2001 | Fénix Montevideo – Club Nacional de Football 1:1 |
| 9 września 2001 | Defensor Sporting – CA Bella Vista 3:1           |
| 9 września 2001 | Tacuarembó – Paysandú Bella Vista 3:0            |
| 9 września 2001 | Juventud Las Piedras – CA Peñarol 1:0            |

### Clausura 2
| Data             | Mecz |
| ---------------- | --- |
| 19 września 2001 | Juventud Las Piedras – CA Bella Vista 2:1 Carlos Macchi 25, Marcelo Paredes 49 – Rodrigo Lemos 43k                               |
| 19 września 2001 | Club Nacional de Football – Danubio FC 4:0 Marco Vanzini 17, Sebastián Abreu 51, Milton Núñez 59, Damián Rodríguez 71            |
| 19 września 2001 | Paysandú Bella Vista – Defensor Sporting 4:0 Gustavo da Silva 3, Egidio Ríos 33, Alcides Bandera 54, 83                          |
| 20 września 2001 | Montevideo Wanderers – Tacuarembó 1:0 Alejandro Larrea 22k                                                                       |
| 20 września 2001 | CA Peñarol – Fénix Montevideo 3:2 Adão Fonseca 9, Gabriel Cedrés 77, Fabián Canobbio 87 – Fernando Fajardo 32, Javier Cámpora 90 |

### Clausura 3
| Data             | Mecz |
| ---------------- | --- |
| 22 września 2001 | Paysandú Bella Vista – Club Nacional de Football 1:1 Alcides Bandera 46 – Oscar Morales 29                                         |
| 23 września 2001 | Defensor Sporting – CA Peñarol 2:3 Eliomar Marcón 22, Gabriel Bordi 59 – Carlos Bueno 15, Darío Rodríguez 26, Pablo Bengoechea 69k |
| 23 września 2001 | Montevideo Wanderers – Juventud Las Piedras 1:1 Julio de Souza 90 – Marcelo Rosano 60                                              |
| 23 września 2001 | CA Bella Vista – Danubio FC 2:3 Henry López Báez 63, Álvaro González 65 – Rubén Olivera 22, 30, Ignacio Risso 25                   |
| 23 września 2001 | Tacuarembó – Fénix Montevideo 0:1 Martín Arriola 25                                                                                |

### Clausura 4
| Data                | Mecz |
| ------------------- | --- |
| 26 września 2001    | Danubio FC – Paysandú Bella Vista 5:0 Rubén da Silva 1, Rubén Olivera 16, Ignacio Risso 63, Diego Perrone 85, Rodrigo López 90 |
| 26 września 2001    | Fénix Montevideo – Defensor Sporting 2:0 Omar Mario Pérez 83, Fernando Fajardo 90                                              |
| 26 września 2001    | CA Bella Vista – Montevideo Wanderers 1:4 Rodrigo Lemos 76k – Sergio Blanco 3, 77, Sebastián Eguren 14, Rodrigo Bengua 67      |
| 26 września 2001    | Juventud Las Piedras – Club Nacional de Football 0:1 Sebastián Abreu 88                                                        |
| 6 października 2001 | Tacuarembó – CA Peñarol 0:1 Carlos Bueno 60                                                                                    |

### Clausura 5
| Data             | Mecz |
| ---------------- | --- |
| 29 września 2001 | Danubio FC – Defensor Sporting 0:1 Gabriel Bordi 45                                                                                |
| 29 września 2001 | CA Peñarol – CA Bella Vista 1:0 Fabián Canobbio 29                                                                                 |
| 30 września 2001 | Fénix Montevideo – Montevideo Wanderers 0:0                                                                                        |
| 30 września 2001 | Juventud Las Piedras – Paysandú Bella Vista 2:2 Christian Castellanos 80, Leonardo Sum 90 – Pablo Iglesias 37k, Julio Merentiel 65 |
| 30 września 2001 | Club Nacional de Football – Tacuarembó 2:1 Richard Morales 10, 52 – Horacio Erpen 83                                               |

### Clausura 6
| Data             | Mecz |
| ---------------- | --- |
| 30 września 2001 | CA Bella Vista – Fénix Montevideo 1:0 Marcos Bassini 6                                                                                        |
| 30 września 2001 | Defensor Sporting – Juventud Las Piedras 2:3 Marcelo Tejera 62, Diego Fernando Pérez 82 – Christian Castellanos 22, 43, Juan Pablo Péndola 41 |
| 30 września 2001 | Tacuarembó – Danubio FC 1:0 Ruben Acosta 87                                                                                                   |
| 30 września 2001 | Montevideo Wanderers – Club Nacional de Football 1:2 Ronald Ramírez 50 – Sebastián Abreu 29, 34                                               |
| 30 września 2001 | Paysandú Bella Vista – CA Peñarol 0:1 Gabriel Cedrés 56                                                                                       |

### Clausura 7
| Data                 | Mecz |
| -------------------- | --- |
| 13 października 2001 | Club Nacional de Football – CA Bella Vista 3:0 Gustavo Varela 32, Marco Vanzini 45, Sebastián Abreu 53                                                   |
| 14 października 2001 | Fénix Montevideo – Paysandú Bella Vista 3:3 Martín Arriola 10, André González 45, Iván Pailós 81 – Nelson Ponzo 11, Paolo Patritti 42, Egidio Arévalo 71 |
| 14 października 2001 | Juventud Las Piedras – Danubio FC 2:3 Christian Castellanos 56, 72 – Pablo Gaglianone 61, 63, Diego Perrone 80                                           |
| 14 października 2001 | Tacuarembó – Defensor Sporting 1:2 Luis Cor 73k – Eliomar Marcón 30, 46                                                                                  |
| 14 października 2001 | Montevideo Wanderers – CA Peñarol 1:1 Sebastián Eguren 46 – Adão Fonseca 32                                                                              |

### Clausura 8
| Data                 | Mecz |
| -------------------- | --- |
| 20 października 2001 | Danubio FC – CA Peñarol 2:1 Martín Ojeda 77, Ignacio Risso 85 – Adão Fonseca 3                                                                           |
| 21 października 2001 | Paysandú Bella Vista – Montevideo Wanderers 1:2 Julio César Ramírez 21s – Fernando Machado 24, Andrés Scotti 30                                          |
| 21 października 2001 | Juventud Las Piedras – Fénix Montevideo 0:0 |
| 21 października 2001 | Defensor Sporting – Club Nacional de Football 3:3 Marcelo Lipatín 40, Andrés Martínez 71, Marcelo Tejera 93 – Sebastián Abreu 5, 79k, Alejandro Lembo 91 |
| 21 października 2001 | CA Bella Vista – Tacuarembó 1:2 Diego Emanuelle 12 – Rafael Refatti 36, Rubén Acosta 58                                                                  |

### Clausura 9
| Data                 | Mecz |
| -------------------- | --- |
| 26 października 2001 | Defensor Sporting – Montevideo Wanderers 2:1 Eliomar Marcón 22, Martín Ligüera 64 – Sergio Blanco 50           |
| 27 października 2001 | Danubio FC – Fénix Montevideo 4:1 Ignacio Risso 9, 36, Bruno Silva 21, Rubén da Silva 35 – Fernando Fajardo 85 |
| 27 października 2001 | CA Bella Vista – Paysandú Bella Vista 1:2 Marco Bassini 21 – Juan Bicca 41, Alcides Bandera 77k                |
| 27 października 2001 | Tacuarembó – Juventud Las Piedras 1:1 Diego Rariz 48 – Enrique Ferraro 88                                      |
| 27 października 2001 | CA Peñarol – Club Nacional de Football 0:2 Sebastián Abreu 53k, Richard Morales 70                             |

### Tabela końcowa Clausura 2001
| Poz | Klub                      | Mecze | Zw | Rem | Por | Pkt | BrZd | BrStr |
| --- | ------------------------- | ----- | -- | --- | --- | --- | ---- | ----- |
| 1   | Club Nacional de Football | 9     | 6  | 3   | 0   | 21  | 19   | 7     |
| 2   | Danubio FC                | 9     | 6  | 0   | 3   | 18  | 19   | 13    |
| 3   | CA Peñarol                | 9     | 5  | 1   | 3   | 16  | 11   | 10    |
| 4   | Defensor Sporting         | 9     | 4  | 1   | 4   | 13  | 15   | 18    |
| 5   | Montevideo Wanderers      | 9     | 3  | 3   | 3   | 12  | 12   | 10    |
| 6   | Juventud Las Piedras      | 9     | 3  | 4   | 2   | 10* | 12   | 11    |
| 7   | Tacuarembó                | 9     | 3  | 1   | 5   | 10  | 9    | 9     |
| 8   | Fénix Montevideo          | 9     | 2  | 4   | 3   | 10  | 10   | 12    |
| 9   | Paysandú Bella Vista      | 9     | 2  | 3   | 4   | 9   | 13   | 18    |
| 10  | CA Bella Vista            | 9     | 1  | 0   | 8   | 3   | 8    | 20    |

- Juventud Las Piedras – zostały odjęte 3 punkty za nieuprawnionego gracza w pierwszej kolejce.

## Campeonato Uruguay 2001
O mistrzostwo kraju mogli ubiegać się w sezonie 2001 zwycięzca turnieju Apertura (Danubio FC) i zwycięzca turnieju Clausura (Club Nacional de Football).
| Mecze o mistrzostwo Urugwaju |
| --- |
| Club Nacional de Football – Danubio FC 2:2 i 2:1 |
| Club Nacional de Football – Danubio FC 2:2 (2:2) 2 grudnia 2001 Montevideo Estadio Centenario Sędzia: Jorge Larrionda (Marcelo Gadea, Adrián Climent) Bramki: 0:1 Raúl Cardozo 11s, 0:2 Rubén da Silva 15, 1:2 Sebastián Abreu 32, 2:2 Marco Vanzini 36 Żółte kartki: Raúl Cardozo, Limberg Gutiérrez, Alejandro Lembo, Gustavo Varela, Damián Rodríguez / Jorge Anchén, Éber Moas, Rubén Olivera Czerwone kartki: Marco Vanzini 37 / Marcelo Sosa 37 Club Nacional de Football: Gustavo Munúa – Martín del Campo, Alejandro Lembo, Damián Rodríguez, Raúl Cardozo (46 Jorgeao) – Marco Vanzini, Oscar Morales, Gustavo Varela (77 Walter Coelho), Limberg Gutiérrez (62 Carlos Camejo) – Sebastián Abreu, Richard Morales. Trener: Hugo de León. Danubio FC: Jorge Contreras – Éber Moas, Máximo Lucas, Walt Báez – Jorge Anchén, Pablo Gaglianone, Marcelo Sosa, César Pellegrín (87 Bruno Silva), Rubén Olivera – Rubén da Silva, Ignacio Risso. Trener: Ariel Krasouski |
| Danubio FC – Club Nacional de Football 1:2 (1:1) 5 grudnia 2001 Maldonado Estadio Domingo Burgueño Sędzia: Saúl Feldman (Walter Rial, Edgardo Acosta) Bramki: 1:0 Rubén Olivera 3, 1:1 Sebastián Abreu 18, 1:2 Gustavo Varela 60 Żółte kartki: Bruno Silva 37, Máximo Lucas 60, Rodrigo López 77 / Richard Morales 36, Carlos Camejo 57, Gustavo Munúa 89 Danubio FC: Jorge Contreras – Éber Moas, Máximo Lucas, Walt Báez, Bruno Silva (62 Diego Perrone), Pablo Gaglianone, Jorge Anchén, César Pellegrín, Rubén Olivera (81 Martín Ojeda), Rubén da Silva, Ignacio Risso (75 Rodrigo López). Trener: Ariel Krasouski. Club Nacional de Football: Gustavo Munúa – Martín del Campo, Alejandro Lembo, Damián Rodríguez, Jorge Da Costa, Carlos Camejo, Oscar Morales, Limberg Gutiérrez (61 Milton Núñez), Gustavo Varela (88 Rubén Sosa), Sebastián Abreu, Richard Morales (61 Fabián Coelho). Trener: Hugo de León.                                                      |

Mistrzem Urugwaju został klub Club Nacional de Football, natomiast Danubio FC został wicemistrzem Urugwaju.

## Tabela całoroczna 2001
Sumaryczny dorobek klubów w turniejach Clasificatorio, Apertura i Clausura.
| Poz | Klub                      | Mecze | Zw | Rem | Por | Pkt | BrZd | BrStr |
| --- | ------------------------- | ----- | -- | --- | --- | --- | ---- | ----- |
| 1   | Danubio FC                | 35    | 24 | 6   | 5   | 78  | 78   | 41    |
| 2   | CA Peñarol                | 35    | 23 | 7   | 5   | 76  | 59   | 33    |
| 3   | Club Nacional de Football | 35    | 20 | 10  | 5   | 70  | 71   | 36    |
| 4   | Defensor Sporting         | 35    | 18 | 8   | 9   | 62  | 77   | 55    |
| 5   | Montevideo Wanderers      | 35    | 15 | 11  | 9   | 56  | 53   | 41    |
| 6   | Fénix Montevideo          | 35    | 15 | 7   | 13  | 52  | 57   | 46    |
| 7   | CA Bella Vista            | 35    | 12 | 4   | 19  | 40  | 56   | 64    |
| 8   | Tacuarembó                | 35    | 10 | 10  | 15  | 40  | 40   | 45    |
| 9   | Juventud Las Piedras      | 35    | 9  | 8   | 18  | 32* | 38   | 59    |
| 10  | Paysandú Bella Vista      | 35    | 6  | 12  | 17  | 30  | 33   | 63    |

- Juventud Las Piedras – 3 punkty odjęte

### Klasyfikacja strzelców bramek
| Gole | Piłkarz        | Klub              |
| ---- | -------------- | ----------------- |
| 19   | Eliomar Marcón | Defensor Sporting |

## Liguilla Pre-Libertadores 2001

### Kolejka 1
| Data           | Mecz |
| -------------- | --- |
| 9 grudnia 2001 | Montevideo Wanderers – Fénix Montevideo 4:1 Fernando Machado 1, Walter Guglielmone 39, 67, 74 – Sebastián Eguren 81s |
| 9 grudnia 2001 | Danubio FC – Defensor Sporting 2:2 Christian Callejas 62, Rodrigo López 85 – Leonardo Rachid 80, Marcelo Tejera 84   |

### Kolejka 2
| Data            | Mecz                                         |
| --------------- | -------------------------------------------- |
| 12 grudnia 2001 | Fénix Montevideo – Danubio FC 1:2            |
| 12 grudnia 2001 | Defensor Sporting – Montevideo Wanderers 1:1 |

### Kolejka 3
| Data           | Mecz                                                                                              |
| -------------- | ------------------------------------------------------------------------------------------------- |
| 2 grudnia 2001 | Defensor Sporting – Fénix Montevideo 2:0 Eliomar Marcón 54, 90]                                   |
| 2 grudnia 2001 | Montevideo Wanderers – Danubio FC 3:0 Walter Guglielmone 29, Claudio Dadomo 61, Jorge Martínez 80 |

### Tabela końcowa Liguilla Pre-Libertadores
| Poz | Klub                 | Mecze | Zw | Rem | Por | Pkt | BrZd | BrStr |
| --- | -------------------- | ----- | -- | --- | --- | --- | ---- | ----- |
| 1   | Montevideo Wanderers | 3     | 2  | 1   | 0   | 7   | 8    | 2     |
| 2   | Defensor Sporting    | 3     | 1  | 2   | 0   | 5   | 5    | 3     |
| 3   | Danubio FC           | 3     | 1  | 1   | 1   | 4   | 4    | 6     |
| 4   | Fénix Montevideo     | 3     | 0  | 0   | 3   | 0   | 2    | 8     |

Montevideo Wanderers zakwalifikował się do Copa Libertadores 2002 jako trzeci klub urugwajski, razem ze zwycięzcą turnieju Clasificatorio CA Peñarol i mistrzem Urugwaju Club Nacional de Football.

## Torneo Permanencia 2001

### Permanencia 1
| Data            | Mecz                                                                                                 |
| --------------- | --- |
| 5 sierpnia 2001 | CA Cerro – Huracán Buceo Montevideo 2:1 Jorge Artigas 34, Darío Larrosa 44 – Sebastián Donnángelo 40 |
| 5 sierpnia 2001 | Central Español Montevideo – Rentistas Montevideo 0:0                                                |
| 5 sierpnia 2001 | Racing Montevideo – River Plate Montevideo 0:0                                                       |
| 5 sierpnia 2001 | Rocha – Deportivo Maldonado 0:0                                                                      |

### Permanencia 2
| Data             | Mecz |
| ---------------- | --- |
| 11 sierpnia 2001 | Rentistas Montevideo – CA Cerro 1:3 Daniel Gutiérrez 46 – Guillermo Ubiña 64, Darío Larrosa 72, Horacio Peralta 85     |
| 12 sierpnia 2001 | Deportivo Maldonado – Racing Montevideo 1:3 Luigi Rodríguez 11 – Charles Castro 3, Diego Tito 33k, Sebastián Araújo 88 |
| 12 sierpnia 2001 | Central Español Montevideo – Rocha 2:0 Javier Piña 65k, Pablo Cuello 85                                                |
| 12 sierpnia 2001 | River Plate Montevideo – Huracán Buceo Montevideo 1:0 Gustavo Díaz 77                                                  |

### Permanencia 3
| Data             | Mecz |
| ---------------- | --- |
| 17 sierpnia 2001 | CA Cerro – River Plate Montevideo 2:3 Germán Pérez 38, Jorge Artigas 65k – Álvaro Melo 12, Marcelo Ramos 70, Gonzalo Lemes 90                 |
| 19 sierpnia 2001 | Rocha – Rentistas Montevideo 4:1 Rubén Rodríguez 20, 22, 25, Héber Caro 80 – Marcelo Guerra 16                                                |
| 19 sierpnia 2001 | Deportivo Maldonado – Central Español Montevideo 2:3 M.Silvera 75, Luigi Rodríguez 89k – Javier Piña 30k, Marcelo Durán 44, Miguel Messone 71 |
| 19 sierpnia 2001 | Huracán Buceo Montevideo – Racing Montevideo 1:1 Rafael Bianchi 81 – Adolfo Fatecha 73                                                        |

### Permanencia 4
| Data             | Mecz                                                                                          |
| ---------------- | --------------------------------------------------------------------------------------------- |
| 26 sierpnia 2001 | River Plate Montevideo – Central Español Montevideo 0:0                                       |
| 26 sierpnia 2001 | Rocha – Huracán Buceo Montevideo 2:0 Andrés Muñiz 85, Héber Caro 88k                          |
| 26 sierpnia 2001 | Rentistas Montevideo – Deportivo Maldonado 0:3 Luigi Rodríguez 12, 61k, Maximiliano Castro 64 |
| 26 sierpnia 2001 | Racing Montevideo – CA Cerro 0:0                                                              |

### Permanencia 5
| Data            | Mecz |
| --------------- | --- |
| 1 września 2001 | Deportivo Maldonado – River Plate Montevideo 1:1 Richard Pérez 1 – Gustavo Díaz 18k                                      |
| 1 września 2001 | CA Cerro – Rocha 5:2 Jorge Artigas 16, 40, 90, Darío Larrosa 45, Adrián Romero 85k – Mario Carballo 50, Sergio Recoba 60 |
| 2 września 2001 | Central Español Montevideo – Racing Montevideo 2:1 Marcelo Durán 20, Hugo Costela 60 – Fernando Kanapkis 68              |
| 2 września 2001 | Huracán Buceo Montevideo – Rentistas Montevideo 2:2 Fernando Cardozo 33, Jorge Puglia 87 – Marcelo Guerra 4, 85k         |

### Permanencia 6
| Data            | Mecz |
| --------------- | --- |
| 8 września 2001 | CA Cerro – Central Español Montevideo 0:1 Marcelo Durán 82                                                                     |
| 8 września 2001 | Rentistas Montevideo – River Plate Montevideo 1:3 Mauricio Weber 37 Gonzalo Lemes 1, Adrián Sarkissián 51, Carlos Gutiérrez 90 |
| 8 września 2001 | Huracán Buceo Montevideo – Deportivo Maldonado 0:1 Celestino Tejera 61                                                         |
| 8 września 2001 | Racing Montevideo – Rocha 3:1 César González 35, Diego Tito 57k, Fernando Garrasino 80 – Martín González 53                    |

### Permanencia 7
| Data             | Mecz |
| ---------------- | --- |
| 15 września 2001 | Deportivo Maldonado – CA Cerro 2:1 Luigi Rodríguez 1, 38 – Jorge Artigas 42                                                                                   |
| 16 września 2001 | River Plate Montevideo – Rocha 1:1 Adrián Sarkissián 60 – Martín González 7                                                                                   |
| 16 września 2001 | Central Español Montevideo – Huracán Buceo Montevideo 6:1 Marcelo Durán 1, 46, 70, Hugo Costela 22, 23, Javier Piña 50k – Raúl García 31                      |
| 16 września 2001 | Rentistas Montevideo – Racing Montevideo 4:2 Daniel Gutiérrez 45, Rodrigo Vázquez 53, Mauricio Weber 67, Néstor Moráis 83 – Adolfo Fatecha 15, Diego Tito 85k |

### Permanencia 8
| Data             | Mecz                                                                     |
| ---------------- | ------------------------------------------------------------------------ |
| 22 września 2001 | Deportivo Maldonado – Rocha 0:0                                          |
| 23 września 2001 | Rentistas Montevideo – Central Español Montevideo 0:2 Hugo Costela 2, 15 |
| 23 września 2001 | Huracán Buceo Montevideo – CA Cerro 0:0                                  |
| 23 września 2001 | River Plate Montevideo – Racing Montevideo 0:0                           |

### Permanencia 9
| Data             | Mecz |
| ---------------- | --- |
| 28 września 2001 | CA Cerro – Rentistas Montevideo 1:0 Adrián Romero 33k                                                                         |
| 30 września 2001 | Huracán Buceo Montevideo – River Plate Montevideo 1:1 Martín Siri 10 – Everaldo Ferreira 85                                   |
| 30 września 2001 | Rocha – Central Español Montevideo 1:0 Héctor Vázquez 43                                                                      |
| 30 września 2001 | Racing Montevideo – Deportivo Maldonado 2:2 Diego Tito 12k, Fernando Kanapkis 66 – Luigi Rodríguez 40k, Maximiliano Castro 74 |

### Permanencia 10
| Data                 | Mecz |
| -------------------- | --- |
| 14 października 2001 | Central Español Montevideo – Deportivo Maldonado 1:2 Hugo Costela 43 – Edgardo Martínez 82, Celestino Tejera 86        |
| 14 października 2001 | Racing Montevideo – Huracán Buceo Montevideo 1:3 Fernando Kanapkis 20 – Martín Siri 3, José Carini 58, Jorge Puglia 85 |
| 14 października 2001 | Rentistas Montevideo – Rocha 1:1 Fabián Porley 18 – Sergio Recoba 80                                                   |
| 14 października 2001 | River Plate Montevideo – CA Cerro 1:3 Alejandro Mello 36 – Hernán Pintos 4, Darío Larrosa 32, Jorge Artigas 90         |

### Permanencia 11
| Data                 | Mecz |
| -------------------- | --- |
| 19 października 2001 | CA Cerro – Racing Montevideo 1:1 Adrián Romero 85k – Adolfo Fatecha 7                                                                |
| 20 października 2001 | Deportivo Maldonado – Rentistas Montevideo 0:2 Ángel Gutiérrez 55, Fabián Porley 83                                                  |
| 21 października 2001 | Central Español Montevideo – River Plate Montevideo 3:1 Leonardo Rojas 34, Marcelo Mansilla 38, Hugo Costela 77 – Pedro González 86s |
| 21 października 2001 | Huracán Buceo Montevideo – Rocha 2:0 Ronald Fagúndez 28, José Carini 89                                                              |

### Permanencia 12
| Data                 | Mecz |
| -------------------- | --- |
| 28 października 2001 | Rocha – CA Cerro 3:4 Enrique Saravia 23, Mauricio Pérez 30, Sergio Recoba 64k – Darío Larrosa 27, Mario Carballo 32s, Adrián Romero 68k, Alberto Ortega 85 |
| 4 listopada 2001     | River Plate Montevideo – Deportivo Maldonado 1:0 Alejandro Mello 56                                                                                        |
| 4 listopada 2001     | Rentistas Montevideo – Huracán Buceo Montevideo 0:0 |
| 4 listopada 2001     | Racing Montevideo – Central Español Montevideo 0:0 |

### Permanencia 13
| Data              | Mecz |
| ----------------- | --- |
| 11 listopada 2001 | Central Español Montevideo – CA Cerro 0:0                                                                     |
| 11 listopada 2001 | Deportivo Maldonado – Huracán Buceo Montevideo 3:0 Pablo Pallante 64, Alcides Machado 71, Christián Alfaro 88 |
| 11 listopada 2001 | River Plate Montevideo – Rentistas Montevideo 1:0 José Denis 90                                               |
| 11 listopada 2001 | Rocha – Racing Montevideo 3:0 Héctor Méndez 20k, Luis Magureguy 55, Julio Suárez 89                           |

### Permanencia 14
| Data              | Mecz |
| ----------------- | --- |
| 17 listopada 2001 | Huracán Buceo Montevideo – Central Español Montevideo 1:2 Sebastián Donnángelo 81 – Aníbal Ortega 69, Pablo Cuello 75 |
| 17 listopada 2001 | Rocha – River Plate Montevideo 0:0                                                                                    |
| 18 listopada 2001 | Racing Montevideo – Rentistas Montevideo 0:3 Danilo Baltiera 21, Mario Orta 87, Daniel Gutiérrez 90k                  |
| 18 listopada 2001 | CA Cerro – Deportivo Maldonado 3:1 Marcelo Refresquini 33, Edgar Galeano 37, Alberto Gallo 81 – Luigi Rodríguez 66k   |

### Torneo Permanencia 2001 – podsumowanie
W tabelach wzięto pod uwagę zarówno wyniki z turnieju Clasificatorio jak i z turnieju Permanencia.
Kluby z Montevideo
| Poz | Klub                       | Mecze | Zw | Rem | Por | Pkt | BrZd | BrStr |
| --- | -------------------------- | ----- | -- | --- | --- | --- | ---- | ----- |
| 1   | Central Español Montevideo | 31    | 13 | 9   | 9   | 48  | 49   | 35    |
| 2   | CA Cerro                   | 31    | 12 | 8   | 11  | 44  | 48   | 36    |
| 3   | River Plate Montevideo     | 31    | 8  | 13  | 10  | 37  | 25   | 37    |
| 5   | Racing Montevideo          | 31    | 7  | 12  | 12  | 33  | 32   | 45    |
| 6   | Rentistas Montevideo       | 31    | 8  | 7   | 16  | 31  | 29   | 51    |
| 7   | Huracán Buceo Montevideo   | 31    | 5  | 11  | 15  | 26  | 37   | 53    |

Kluby z prowincji
| Poz | Klub                | Mecze | Zw | Rem | Por | Pkt | BrZd | BrStr |
| --- | ------------------- | ----- | -- | --- | --- | --- | ---- | ----- |
| 1   | Deportivo Maldonado | 31    | 8  | 10  | 13  | 34  | 31   | 48    |
| 2   | Rocha               | 31    | 6  | 8   | 17  | 26  | 35   | 59    |

Do drugiej ligi spadły trzy kluby: Rentistas Montevideo, Huracán Buceo Montevideo i Rocha